# Districtul Sanom
Sanom (în thailandeză สนม) este un district (Amphoe) din provincia Surin, Thailanda, cu o populație de 45.268 de locuitori și o suprafață de 203,0 km².

## Componență
Districtul este subdivizat în 7 subdistricte (tambon), care sunt subdivizate în 78 de sate (muban).
| Nr. | Nume         | În thailandeză | Sate | Locuitori |  |
| --- | ------------ | -------------- | ---- | --------- |  |
| 1.  | Sanom        | สนม            | 12   | 9,272     |  |
| 2.  | Phon Ko      | โพนโก          | 12   | 7,341     |  |
| 3.  | Nong Rakhang | หนองระฆัง       | 8    | 4,489     |  |
| 4.  | Na Nuan      | นานวน          | 13   | 5,989     |  |
| 5.  | Khaen        | แคน            | 14   | 9,063     |  |
| 6.  | Hua Ngua     | หัวงัว           | 8    | 4,365     |  |
| 7.  | Nong I Yo    | หนองอียอ        | 11   | 4,749     |  |